# He Almost Lands an Angel
He Almost Lands an Angel è un cortometraggio muto del 1916 diretto da Wallace Beery.
Sesto episodio della serie Timothy Dobbs, That's Me, scritta e interpretata da Carter DeHaven, all'epoca uno degli attori comici più noti del cinema americano.

## Produzione
Il film fu prodotto dalla Nestor Film Company.

## Distribuzione
Distribuito dall'Universal Film Manufacturing Company, il film - un cortometraggio in due bobine - uscì nelle sale cinematografiche USA il 24 settembre 1916.